# O que é semijoia?

## Semijoia
Semijoia é um tipo de acessório que combina aparência sofisticada com custo mais acessível, sendo produzida com metais não nobres e revestida por banho de metais preciosos como ouro, prata ou ródio. Trata-se de uma alternativa intermediária entre as joias tradicionais e as bijuterias
Segundo o Sebrae, o mercado de semijoias no Brasil tem se destacado como uma excelente oportunidade de negócio, impulsionado pela valorização da estética, diversidade de designs e aumento da demanda por peças sofisticadas e acessíveis.

## Definição e Características
O termo “semijoia” é utilizado para descrever peças que imitam ou se aproximam da estética das joias, mas que não são compostas inteiramente por metais preciosos. As semijoias costumam apresentar as seguintes características:
- Base metálica de liga não nobre (como cobre, latão ou zamac);
- Revestimento por banho de metais preciosos (ouro, prata, ródio, entre outros);
- Utilização de pedras naturais, zircônias, cristais ou resinas;
- Acabamento fino, com técnicas que garantem brilho, resistência e aspecto sofisticado.

Apesar de não possuírem o mesmo valor de revenda ou longevidade de uma joia tradicional, as semijoias se destacam por seu excelente custo-benefício e variedade de designs.

## Diferença entre Joia, Semijoia e Bijuteria
- Joia: peça composta por metais preciosos (como ouro 18k ou prata 925) e frequentemente adornada com gemas naturais. É considerada um bem durável e de alto valor.
- Semijoia: tem aparência refinada e acabamento similar ao de uma joia, mas é feita com base de metais menos nobres e banho de metal precioso.
- Bijuteria: costuma utilizar materiais simples e sintéticos, com menor durabilidade e custo inferior, sendo mais suscetível à oxidação e desgaste.

## Processo de Fabricação
A produção de semijoias envolve técnicas avançadas de metalurgia e galvanoplastia. O processo geralmente inclui:
- Polimento e limpeza;
- Aplicação de camadas de proteção (vernizes ou níquel);
- Banho de metal nobre;
- Cravação de pedras e acabamento final.

Essas etapas garantem resistência à oxidação, brilho duradouro e apelo estético elevado.

## Popularidade e Mercado
O mercado de semijoias tem crescido mundialmente devido à sua versatilidade e acessibilidade. Elas são amplamente utilizadas tanto em ocasiões cotidianas quanto em eventos formais. Muitas marcas investem em design autoral e tecnologias de fabricação para elevar a qualidade das peças.
Além disso, o setor é importante economicamente, com milhares de empreendedores, designers e pequenos negócios envolvidos na criação, produção e revenda de semijoias, especialmente no Brasil, que é um dos maiores polos produtores do mundo.

## Cuidados e Conservação
Para garantir a durabilidade das semijoias, é recomendado:
- Evitar contato com perfumes, cremes e produtos de limpeza;
- Retirar as peças antes do banho ou de atividades físicas intensas;
- Armazenar em locais secos e protegidos da luz direta.
- Com os devidos cuidados, uma semijoia pode manter seu aspecto original por muitos anos.